# 閔旦
閔旦（1499年—？），字景周，號介菴，江西饒州府浮梁縣人，明朝政治人物。

## 生平
嘉靖七年（1528年）戊子科江西鄉試第三十六名舉人，嘉靖十一年（1532年）壬辰科第三甲第二百二十名進士。吏部觀政，歷官南京兵部員外郎，工部郎中，官至廣西慶遠府知府。

## 家庭
曾祖閔祐安，壽官；祖父閔蔭芳，教授；父閔仕朝，母王氏。嚴侍下。妻徐氏。弟閔勗、閔最、閔昺、閔量，子閔堯卿、閔舜卿、閔禹卿、閔湯卿、閔文卿、閔武卿。